# Schloss Mittelmuhr
Das Schloss Mittelmuhr ist ein abgegangener Schlossbau, welcher sich im heutigen Gemeindebereich von Muhr am See im mittelfränkischen Landkreis Weißenburg-Gunzenhausen befand. In Muhr finden sich noch die Schlösser Altenmuhr und Neuenmuhr.

## Geschichte
Das Schloss gehörte einem Adelsgeschlecht und befand sich im Dorf Mittelmuhr. Nach der Überlieferung sollen die Herren von Muhr um das Jahr 600 hier ansässig gewesen sein. Um das Schloss lagen einige wenige Höfe. Das Schloss brannte aus ungeklärten Gründen ab und wurde nicht wieder aufgebaut. Der Brand von Mittelmuhr spielt auch in Friedrich Schillers Drama Die Räuber eine Rolle.
Günter L. Niekel gab an, dass es sich bei dem Schloss Mittelmuhr, nach einer Beschreibung des 16. Jahrhunderts, um eine kleinere Anlage gehandelt habe. Es sei vermutlich im 14. oder 15. Jahrhundert (1448) errichtet worden und habe sich südlich der St.-Johannis-Kirche befunden. Für das Jahr 1448 fand er eine Erwähnung von Conrad von Lentersheim mit dem Zusatz „zu Mittelmuhr“. Es wurde von den Herren von Lentersheim bewohnt. Ein Konrad von Lentersheim erwarb im Jahr 1430 „Altenmuhr“ von Georg von Buttendorf (Putendorf). Mittelmuhr und Altenmuhr wurden später zusammengelegt.
Das ehemalige Gebäude des Schlosses brannte um 1560 oder 1570 ab und wurde nicht wieder aufgebaut. An dieser Stelle wurde ein Wohnhaus errichtet, an einer Stelle, an der sich später der Judenhof Nr. 19 befand. Zum Ensemble des ehemaligen Schlosses hatten drei landwirtschaftliche Gebäude im Vorhof gehört. Nach dem Aussterben der Mittelmuhrer Lentersheimer wurden die Reste dieser Anlage anderweitig genutzt. In das alte Schloss, beziehungsweise Wohnhaus des letzten Grafen Wolff Friedrich von Lentersheim zu Mittelmuhr, wurden um 1625 Juden einquartiert, die an die Lentersheimer in Altenmuhr Schutzzölle entrichten mussten. Den Juden war es lange Zeit etwas bis in die 1730er Jahre nicht gestattet sich außerhalb des Bereiches Mittelmuhr anzusiedeln und unter den Christen zu wohnen. Dafür hatte der ehemalige Gutsherr Christoph Gustav Freiherr von Lentersheim (1693–1749) Sorge getragen. Sie mussten alle beim sogenannten Judenhof leben. Im Jahr 1744 erwarben sie das gesamte Areal am Alten Schloss (Mittelmuhr) mit den Häusern im Vorhof. Das Gelände war von einem Graben umgeben, das Wohnhaus auf dem Buck hatte einen Keller und im Vorhof befanden sich zwei Häuser, in denen Juden wohnten und eine Synagoge hatten. Später erhielten die Menschen, die dort wohnten deutsche Familiennamen nach den Häusern, in denen sie lebten. Abgeleitet wurden Buckmann (Bewohner des sogenannten Judenbuck, einem kleinen Hügel am Südrand des Judenhofs), Thormann (wohnte beim Tor des abgegangenen Schlosses Mittelmuhr) und Brunnemann (siedelte am Brunnen im Judenhof).
In den Rentamstakten wird es anfangs das „neue Schloß“ und 1734 das „oede Schloß“ genannt.

## Lentersheim von Mittelmuhr
Die Linie der Herren von Lentersheim spaltete sich in mehrere Zweige, so dass jeweils ein Namenszusatz angehängt wurde: Lentersheim von Mittelmuhr, von Altenmuhr oder von Neuenmuhr. Der Sohn aus der 1. Ehe des Grafen Conrad von Lentersheim zu Altenmuhr († 1447) mit Helena, der Tochter des Hildebrandt von Pappenheim und der Anna von Ellerbach, trug diesen Namenszusatz.
- Major Conrad von Lentersheim zu Mittelmuhr († 24. August 1462) ⚭ Irmengard (Truchsessin von Baldersheim, geborene von Sickingen)
- Crafft von Lentersheim zu Mittelmuhr († 1532) ⚭ Ursula (geborene von Seckendorff)
- Hannss Wolff vor Lentersheim der Ältere, zu Mittelmur († 21. Februar 1547) ⚭ 1. 1528 mit Appolonia (geborene von Eyb), 2. 1541 mit Barbara (geborene von Seckendorff Hoheneck), 3. 1543 Anna (geborene von Seckendorff-Gutend), 4. 1546 mit Sybilla (geborene von Würzburg)
- Wolf Friedrich vor Lentersheim zu Mittelmur ⚭ Katharina (1545–1595, geborene von Eyb)[7][8]